# Цар (шахмат)
Вижте пояснителната страница за други значения на Цар.
Царят е най-важната фигура в играта шахмат. Той е в същността на целта, която трябва да бъде достигната от противника, а всъщност не носи точки (оценява се с 0 точки). Ако царят на един от играчите бъде атакуван и не може да избегне вземане, се казва, че той е в мат и този играч губи играта. По стандартните шахматни правила, белият цар започва играта от полето вдясно от центъра на първия ред (между царицата и десния офицер), а черният – срещу него в противоположния край на дъската. В стандартната нотация, белият цар започва на e1, а черният – на e8. В шахматната нотация се обозначават с буквата „Ц“.
Традиционно царят се оформя като висока фигура със стилизирана корона, която често е увенчана с кръст.

## Придвижване
|   | a | b | c | d | e | f | g | h |   |
| 8 | черен кръст на бяло поле d5 · черен кръст на черно поле e5 · черен кръст на бяло поле f5 · черен кръст на черно поле d4 · бял цар на бяло поле e4 · черен кръст на черно поле f4 · черен кръст на бяло поле d3 · черен кръст на черно поле e3 · черен кръст на бяло поле f3 | черен кръст на бяло поле d5 · черен кръст на черно поле e5 · черен кръст на бяло поле f5 · черен кръст на черно поле d4 · бял цар на бяло поле e4 · черен кръст на черно поле f4 · черен кръст на бяло поле d3 · черен кръст на черно поле e3 · черен кръст на бяло поле f3 | черен кръст на бяло поле d5 · черен кръст на черно поле e5 · черен кръст на бяло поле f5 · черен кръст на черно поле d4 · бял цар на бяло поле e4 · черен кръст на черно поле f4 · черен кръст на бяло поле d3 · черен кръст на черно поле e3 · черен кръст на бяло поле f3 | черен кръст на бяло поле d5 · черен кръст на черно поле e5 · черен кръст на бяло поле f5 · черен кръст на черно поле d4 · бял цар на бяло поле e4 · черен кръст на черно поле f4 · черен кръст на бяло поле d3 · черен кръст на черно поле e3 · черен кръст на бяло поле f3 | черен кръст на бяло поле d5 · черен кръст на черно поле e5 · черен кръст на бяло поле f5 · черен кръст на черно поле d4 · бял цар на бяло поле e4 · черен кръст на черно поле f4 · черен кръст на бяло поле d3 · черен кръст на черно поле e3 · черен кръст на бяло поле f3 | черен кръст на бяло поле d5 · черен кръст на черно поле e5 · черен кръст на бяло поле f5 · черен кръст на черно поле d4 · бял цар на бяло поле e4 · черен кръст на черно поле f4 · черен кръст на бяло поле d3 · черен кръст на черно поле e3 · черен кръст на бяло поле f3 | черен кръст на бяло поле d5 · черен кръст на черно поле e5 · черен кръст на бяло поле f5 · черен кръст на черно поле d4 · бял цар на бяло поле e4 · черен кръст на черно поле f4 · черен кръст на бяло поле d3 · черен кръст на черно поле e3 · черен кръст на бяло поле f3 | черен кръст на бяло поле d5 · черен кръст на черно поле e5 · черен кръст на бяло поле f5 · черен кръст на черно поле d4 · бял цар на бяло поле e4 · черен кръст на черно поле f4 · черен кръст на бяло поле d3 · черен кръст на черно поле e3 · черен кръст на бяло поле f3 | 8 |
| 7 | черен кръст на бяло поле d5 · черен кръст на черно поле e5 · черен кръст на бяло поле f5 · черен кръст на черно поле d4 · бял цар на бяло поле e4 · черен кръст на черно поле f4 · черен кръст на бяло поле d3 · черен кръст на черно поле e3 · черен кръст на бяло поле f3 | черен кръст на бяло поле d5 · черен кръст на черно поле e5 · черен кръст на бяло поле f5 · черен кръст на черно поле d4 · бял цар на бяло поле e4 · черен кръст на черно поле f4 · черен кръст на бяло поле d3 · черен кръст на черно поле e3 · черен кръст на бяло поле f3 | черен кръст на бяло поле d5 · черен кръст на черно поле e5 · черен кръст на бяло поле f5 · черен кръст на черно поле d4 · бял цар на бяло поле e4 · черен кръст на черно поле f4 · черен кръст на бяло поле d3 · черен кръст на черно поле e3 · черен кръст на бяло поле f3 | черен кръст на бяло поле d5 · черен кръст на черно поле e5 · черен кръст на бяло поле f5 · черен кръст на черно поле d4 · бял цар на бяло поле e4 · черен кръст на черно поле f4 · черен кръст на бяло поле d3 · черен кръст на черно поле e3 · черен кръст на бяло поле f3 | черен кръст на бяло поле d5 · черен кръст на черно поле e5 · черен кръст на бяло поле f5 · черен кръст на черно поле d4 · бял цар на бяло поле e4 · черен кръст на черно поле f4 · черен кръст на бяло поле d3 · черен кръст на черно поле e3 · черен кръст на бяло поле f3 | черен кръст на бяло поле d5 · черен кръст на черно поле e5 · черен кръст на бяло поле f5 · черен кръст на черно поле d4 · бял цар на бяло поле e4 · черен кръст на черно поле f4 · черен кръст на бяло поле d3 · черен кръст на черно поле e3 · черен кръст на бяло поле f3 | черен кръст на бяло поле d5 · черен кръст на черно поле e5 · черен кръст на бяло поле f5 · черен кръст на черно поле d4 · бял цар на бяло поле e4 · черен кръст на черно поле f4 · черен кръст на бяло поле d3 · черен кръст на черно поле e3 · черен кръст на бяло поле f3 | черен кръст на бяло поле d5 · черен кръст на черно поле e5 · черен кръст на бяло поле f5 · черен кръст на черно поле d4 · бял цар на бяло поле e4 · черен кръст на черно поле f4 · черен кръст на бяло поле d3 · черен кръст на черно поле e3 · черен кръст на бяло поле f3 | 7 |
| 6 | черен кръст на бяло поле d5 · черен кръст на черно поле e5 · черен кръст на бяло поле f5 · черен кръст на черно поле d4 · бял цар на бяло поле e4 · черен кръст на черно поле f4 · черен кръст на бяло поле d3 · черен кръст на черно поле e3 · черен кръст на бяло поле f3 | черен кръст на бяло поле d5 · черен кръст на черно поле e5 · черен кръст на бяло поле f5 · черен кръст на черно поле d4 · бял цар на бяло поле e4 · черен кръст на черно поле f4 · черен кръст на бяло поле d3 · черен кръст на черно поле e3 · черен кръст на бяло поле f3 | черен кръст на бяло поле d5 · черен кръст на черно поле e5 · черен кръст на бяло поле f5 · черен кръст на черно поле d4 · бял цар на бяло поле e4 · черен кръст на черно поле f4 · черен кръст на бяло поле d3 · черен кръст на черно поле e3 · черен кръст на бяло поле f3 | черен кръст на бяло поле d5 · черен кръст на черно поле e5 · черен кръст на бяло поле f5 · черен кръст на черно поле d4 · бял цар на бяло поле e4 · черен кръст на черно поле f4 · черен кръст на бяло поле d3 · черен кръст на черно поле e3 · черен кръст на бяло поле f3 | черен кръст на бяло поле d5 · черен кръст на черно поле e5 · черен кръст на бяло поле f5 · черен кръст на черно поле d4 · бял цар на бяло поле e4 · черен кръст на черно поле f4 · черен кръст на бяло поле d3 · черен кръст на черно поле e3 · черен кръст на бяло поле f3 | черен кръст на бяло поле d5 · черен кръст на черно поле e5 · черен кръст на бяло поле f5 · черен кръст на черно поле d4 · бял цар на бяло поле e4 · черен кръст на черно поле f4 · черен кръст на бяло поле d3 · черен кръст на черно поле e3 · черен кръст на бяло поле f3 | черен кръст на бяло поле d5 · черен кръст на черно поле e5 · черен кръст на бяло поле f5 · черен кръст на черно поле d4 · бял цар на бяло поле e4 · черен кръст на черно поле f4 · черен кръст на бяло поле d3 · черен кръст на черно поле e3 · черен кръст на бяло поле f3 | черен кръст на бяло поле d5 · черен кръст на черно поле e5 · черен кръст на бяло поле f5 · черен кръст на черно поле d4 · бял цар на бяло поле e4 · черен кръст на черно поле f4 · черен кръст на бяло поле d3 · черен кръст на черно поле e3 · черен кръст на бяло поле f3 | 6 |
| 5 | черен кръст на бяло поле d5 · черен кръст на черно поле e5 · черен кръст на бяло поле f5 · черен кръст на черно поле d4 · бял цар на бяло поле e4 · черен кръст на черно поле f4 · черен кръст на бяло поле d3 · черен кръст на черно поле e3 · черен кръст на бяло поле f3 | черен кръст на бяло поле d5 · черен кръст на черно поле e5 · черен кръст на бяло поле f5 · черен кръст на черно поле d4 · бял цар на бяло поле e4 · черен кръст на черно поле f4 · черен кръст на бяло поле d3 · черен кръст на черно поле e3 · черен кръст на бяло поле f3 | черен кръст на бяло поле d5 · черен кръст на черно поле e5 · черен кръст на бяло поле f5 · черен кръст на черно поле d4 · бял цар на бяло поле e4 · черен кръст на черно поле f4 · черен кръст на бяло поле d3 · черен кръст на черно поле e3 · черен кръст на бяло поле f3 | черен кръст на бяло поле d5 · черен кръст на черно поле e5 · черен кръст на бяло поле f5 · черен кръст на черно поле d4 · бял цар на бяло поле e4 · черен кръст на черно поле f4 · черен кръст на бяло поле d3 · черен кръст на черно поле e3 · черен кръст на бяло поле f3 | черен кръст на бяло поле d5 · черен кръст на черно поле e5 · черен кръст на бяло поле f5 · черен кръст на черно поле d4 · бял цар на бяло поле e4 · черен кръст на черно поле f4 · черен кръст на бяло поле d3 · черен кръст на черно поле e3 · черен кръст на бяло поле f3 | черен кръст на бяло поле d5 · черен кръст на черно поле e5 · черен кръст на бяло поле f5 · черен кръст на черно поле d4 · бял цар на бяло поле e4 · черен кръст на черно поле f4 · черен кръст на бяло поле d3 · черен кръст на черно поле e3 · черен кръст на бяло поле f3 | черен кръст на бяло поле d5 · черен кръст на черно поле e5 · черен кръст на бяло поле f5 · черен кръст на черно поле d4 · бял цар на бяло поле e4 · черен кръст на черно поле f4 · черен кръст на бяло поле d3 · черен кръст на черно поле e3 · черен кръст на бяло поле f3 | черен кръст на бяло поле d5 · черен кръст на черно поле e5 · черен кръст на бяло поле f5 · черен кръст на черно поле d4 · бял цар на бяло поле e4 · черен кръст на черно поле f4 · черен кръст на бяло поле d3 · черен кръст на черно поле e3 · черен кръст на бяло поле f3 | 5 |
| 4 | черен кръст на бяло поле d5 · черен кръст на черно поле e5 · черен кръст на бяло поле f5 · черен кръст на черно поле d4 · бял цар на бяло поле e4 · черен кръст на черно поле f4 · черен кръст на бяло поле d3 · черен кръст на черно поле e3 · черен кръст на бяло поле f3 | черен кръст на бяло поле d5 · черен кръст на черно поле e5 · черен кръст на бяло поле f5 · черен кръст на черно поле d4 · бял цар на бяло поле e4 · черен кръст на черно поле f4 · черен кръст на бяло поле d3 · черен кръст на черно поле e3 · черен кръст на бяло поле f3 | черен кръст на бяло поле d5 · черен кръст на черно поле e5 · черен кръст на бяло поле f5 · черен кръст на черно поле d4 · бял цар на бяло поле e4 · черен кръст на черно поле f4 · черен кръст на бяло поле d3 · черен кръст на черно поле e3 · черен кръст на бяло поле f3 | черен кръст на бяло поле d5 · черен кръст на черно поле e5 · черен кръст на бяло поле f5 · черен кръст на черно поле d4 · бял цар на бяло поле e4 · черен кръст на черно поле f4 · черен кръст на бяло поле d3 · черен кръст на черно поле e3 · черен кръст на бяло поле f3 | черен кръст на бяло поле d5 · черен кръст на черно поле e5 · черен кръст на бяло поле f5 · черен кръст на черно поле d4 · бял цар на бяло поле e4 · черен кръст на черно поле f4 · черен кръст на бяло поле d3 · черен кръст на черно поле e3 · черен кръст на бяло поле f3 | черен кръст на бяло поле d5 · черен кръст на черно поле e5 · черен кръст на бяло поле f5 · черен кръст на черно поле d4 · бял цар на бяло поле e4 · черен кръст на черно поле f4 · черен кръст на бяло поле d3 · черен кръст на черно поле e3 · черен кръст на бяло поле f3 | черен кръст на бяло поле d5 · черен кръст на черно поле e5 · черен кръст на бяло поле f5 · черен кръст на черно поле d4 · бял цар на бяло поле e4 · черен кръст на черно поле f4 · черен кръст на бяло поле d3 · черен кръст на черно поле e3 · черен кръст на бяло поле f3 | черен кръст на бяло поле d5 · черен кръст на черно поле e5 · черен кръст на бяло поле f5 · черен кръст на черно поле d4 · бял цар на бяло поле e4 · черен кръст на черно поле f4 · черен кръст на бяло поле d3 · черен кръст на черно поле e3 · черен кръст на бяло поле f3 | 4 |
| 3 | черен кръст на бяло поле d5 · черен кръст на черно поле e5 · черен кръст на бяло поле f5 · черен кръст на черно поле d4 · бял цар на бяло поле e4 · черен кръст на черно поле f4 · черен кръст на бяло поле d3 · черен кръст на черно поле e3 · черен кръст на бяло поле f3 | черен кръст на бяло поле d5 · черен кръст на черно поле e5 · черен кръст на бяло поле f5 · черен кръст на черно поле d4 · бял цар на бяло поле e4 · черен кръст на черно поле f4 · черен кръст на бяло поле d3 · черен кръст на черно поле e3 · черен кръст на бяло поле f3 | черен кръст на бяло поле d5 · черен кръст на черно поле e5 · черен кръст на бяло поле f5 · черен кръст на черно поле d4 · бял цар на бяло поле e4 · черен кръст на черно поле f4 · черен кръст на бяло поле d3 · черен кръст на черно поле e3 · черен кръст на бяло поле f3 | черен кръст на бяло поле d5 · черен кръст на черно поле e5 · черен кръст на бяло поле f5 · черен кръст на черно поле d4 · бял цар на бяло поле e4 · черен кръст на черно поле f4 · черен кръст на бяло поле d3 · черен кръст на черно поле e3 · черен кръст на бяло поле f3 | черен кръст на бяло поле d5 · черен кръст на черно поле e5 · черен кръст на бяло поле f5 · черен кръст на черно поле d4 · бял цар на бяло поле e4 · черен кръст на черно поле f4 · черен кръст на бяло поле d3 · черен кръст на черно поле e3 · черен кръст на бяло поле f3 | черен кръст на бяло поле d5 · черен кръст на черно поле e5 · черен кръст на бяло поле f5 · черен кръст на черно поле d4 · бял цар на бяло поле e4 · черен кръст на черно поле f4 · черен кръст на бяло поле d3 · черен кръст на черно поле e3 · черен кръст на бяло поле f3 | черен кръст на бяло поле d5 · черен кръст на черно поле e5 · черен кръст на бяло поле f5 · черен кръст на черно поле d4 · бял цар на бяло поле e4 · черен кръст на черно поле f4 · черен кръст на бяло поле d3 · черен кръст на черно поле e3 · черен кръст на бяло поле f3 | черен кръст на бяло поле d5 · черен кръст на черно поле e5 · черен кръст на бяло поле f5 · черен кръст на черно поле d4 · бял цар на бяло поле e4 · черен кръст на черно поле f4 · черен кръст на бяло поле d3 · черен кръст на черно поле e3 · черен кръст на бяло поле f3 | 3 |
| 2 | черен кръст на бяло поле d5 · черен кръст на черно поле e5 · черен кръст на бяло поле f5 · черен кръст на черно поле d4 · бял цар на бяло поле e4 · черен кръст на черно поле f4 · черен кръст на бяло поле d3 · черен кръст на черно поле e3 · черен кръст на бяло поле f3 | черен кръст на бяло поле d5 · черен кръст на черно поле e5 · черен кръст на бяло поле f5 · черен кръст на черно поле d4 · бял цар на бяло поле e4 · черен кръст на черно поле f4 · черен кръст на бяло поле d3 · черен кръст на черно поле e3 · черен кръст на бяло поле f3 | черен кръст на бяло поле d5 · черен кръст на черно поле e5 · черен кръст на бяло поле f5 · черен кръст на черно поле d4 · бял цар на бяло поле e4 · черен кръст на черно поле f4 · черен кръст на бяло поле d3 · черен кръст на черно поле e3 · черен кръст на бяло поле f3 | черен кръст на бяло поле d5 · черен кръст на черно поле e5 · черен кръст на бяло поле f5 · черен кръст на черно поле d4 · бял цар на бяло поле e4 · черен кръст на черно поле f4 · черен кръст на бяло поле d3 · черен кръст на черно поле e3 · черен кръст на бяло поле f3 | черен кръст на бяло поле d5 · черен кръст на черно поле e5 · черен кръст на бяло поле f5 · черен кръст на черно поле d4 · бял цар на бяло поле e4 · черен кръст на черно поле f4 · черен кръст на бяло поле d3 · черен кръст на черно поле e3 · черен кръст на бяло поле f3 | черен кръст на бяло поле d5 · черен кръст на черно поле e5 · черен кръст на бяло поле f5 · черен кръст на черно поле d4 · бял цар на бяло поле e4 · черен кръст на черно поле f4 · черен кръст на бяло поле d3 · черен кръст на черно поле e3 · черен кръст на бяло поле f3 | черен кръст на бяло поле d5 · черен кръст на черно поле e5 · черен кръст на бяло поле f5 · черен кръст на черно поле d4 · бял цар на бяло поле e4 · черен кръст на черно поле f4 · черен кръст на бяло поле d3 · черен кръст на черно поле e3 · черен кръст на бяло поле f3 | черен кръст на бяло поле d5 · черен кръст на черно поле e5 · черен кръст на бяло поле f5 · черен кръст на черно поле d4 · бял цар на бяло поле e4 · черен кръст на черно поле f4 · черен кръст на бяло поле d3 · черен кръст на черно поле e3 · черен кръст на бяло поле f3 | 2 |
| 1 | черен кръст на бяло поле d5 · черен кръст на черно поле e5 · черен кръст на бяло поле f5 · черен кръст на черно поле d4 · бял цар на бяло поле e4 · черен кръст на черно поле f4 · черен кръст на бяло поле d3 · черен кръст на черно поле e3 · черен кръст на бяло поле f3 | черен кръст на бяло поле d5 · черен кръст на черно поле e5 · черен кръст на бяло поле f5 · черен кръст на черно поле d4 · бял цар на бяло поле e4 · черен кръст на черно поле f4 · черен кръст на бяло поле d3 · черен кръст на черно поле e3 · черен кръст на бяло поле f3 | черен кръст на бяло поле d5 · черен кръст на черно поле e5 · черен кръст на бяло поле f5 · черен кръст на черно поле d4 · бял цар на бяло поле e4 · черен кръст на черно поле f4 · черен кръст на бяло поле d3 · черен кръст на черно поле e3 · черен кръст на бяло поле f3 | черен кръст на бяло поле d5 · черен кръст на черно поле e5 · черен кръст на бяло поле f5 · черен кръст на черно поле d4 · бял цар на бяло поле e4 · черен кръст на черно поле f4 · черен кръст на бяло поле d3 · черен кръст на черно поле e3 · черен кръст на бяло поле f3 | черен кръст на бяло поле d5 · черен кръст на черно поле e5 · черен кръст на бяло поле f5 · черен кръст на черно поле d4 · бял цар на бяло поле e4 · черен кръст на черно поле f4 · черен кръст на бяло поле d3 · черен кръст на черно поле e3 · черен кръст на бяло поле f3 | черен кръст на бяло поле d5 · черен кръст на черно поле e5 · черен кръст на бяло поле f5 · черен кръст на черно поле d4 · бял цар на бяло поле e4 · черен кръст на черно поле f4 · черен кръст на бяло поле d3 · черен кръст на черно поле e3 · черен кръст на бяло поле f3 | черен кръст на бяло поле d5 · черен кръст на черно поле e5 · черен кръст на бяло поле f5 · черен кръст на черно поле d4 · бял цар на бяло поле e4 · черен кръст на черно поле f4 · черен кръст на бяло поле d3 · черен кръст на черно поле e3 · черен кръст на бяло поле f3 | черен кръст на бяло поле d5 · черен кръст на черно поле e5 · черен кръст на бяло поле f5 · черен кръст на черно поле d4 · бял цар на бяло поле e4 · черен кръст на черно поле f4 · черен кръст на бяло поле d3 · черен кръст на черно поле e3 · черен кръст на бяло поле f3 | 1 |
|   | a | b | c | d | e | f | g | h |   |

В един ход, царят може да се придвижва с едно квадратче във всяка посока (хоризонтално, вертикално или диагонално). Той обаче не може да бъде преместван на поле, застрашено от противникова фигура. Също така не може да взема защитена противникова фигура. Както и при другите фигури, царят взема противникова фигура като се премества на полето, заемано от нея.

### Рокада
В съчетание с топ, царят може да изпълни специално движение, наречено рокада. Рокадата се състои в придвижване на царя с две полета към един от топовете (ако не е бил местен) и преместване на топа на полето, пресечено от царя. Рокада не може да се прави,когато царят или топът са били местени.

## Особени ситуации

### Шах и мат
Ако последният ход на даден играч застраши царя на неговия противник се казва, че този цар е в състояние на шах, и играчът, който е в шах, е задължен в своя ход да направи нещо, което да премахне ситуацията. Има три възможни начина за излизане от шах:
- Преместване на царя на съседно незастрашено поле.
- Поставяне на фигура между царя и атакуващата фигура (за да се прекъсне линията на заплаха).
- Вземане на застрашаващата фигура.

Ако нито един от тези ходове не е възможен, този играч е в състояние на мат и губи играта.

### Пат
Пат е състояние, в което са изпълнени едновременно тези условия:
- Царят не е под шах.
- Играчът не може да извърши никакъв (позволен) ход.

Ако това се случи, играта завършва наравно (с реми).

## Употреба по време на игра
В дебюта и мителшпила царят рядко играе активна роля в изграждането на нападателна или защитна позиция. Вместо това, играчите обикновено се опитват да прикрият царя, поставяйки го на безопасно място в края на дъската зад своите пешки. В ендшпила обаче често царят поема нападателна роля и помага на пешките да постигнат „произвеждане“ на фигура.